# Port Kaituma
Port Kaituma è una città della Guyana situata nella regione di Barima-Waini, sorge vicino al fiume Kaituma, dal quale prende il nome.
La sovranità è reclamata anche dal Venezuela nell'ambito della controversia tra i due stati relativa alla regione della Guayana Esequiba.

## Dati demografici
Secondo il censimento della popolazione del 2002, contava 2 267 abitanti. La stima del 2010 si riferisce a 2 793 abitanti.
Occupazione della popolazione
| Dati        | Ufficiali | Professionisti e tecnici | clero | Commercio e Servizi | Attivo. agricolo | Attivo. industriale | Occupa. elementali | S/D | Totale |
| ----------- | --------- | ------------------------ | ----- | ------------------- | ---------------- | ------------------- | ------------------ | --- | ------ |
| Popolazione | 18        | 43                       | 12    | 309                 | 73               | 64                  | 157                | 553 | 1209   |

## Storia
La creazione della città avvenne a seguito della scoperta dei giacimenti di manganese presso l'insediamento di Matthew's Ridge: Port Kaituma, distante circa una sessantina di km dal centro minerario gestito dalla Union Carbide, fu costruita nei pressi di un canale artificiale collegato al fiume omonimo con la funzione di centro di smistamento del minerale che arrivava grazie alla ferrovia per poi proseguire tramite via fluviale fino ai Caraibi.
Port Kaituma rappresenta anche un punto di riferimento per l'estrazione dell'oro nella regione.
La città divenne famosa a livello internazionale nel 1978 quando presso il piccolo aeroporto cittadino i membri del Tempio del Popolo uccisero il deputato statunitense Leo Ryan e i membri della sua delegazione, avvenimento che fece da prologo al successivo massacro di Jonestown.